# むらかみゆりえ
むらかみ ゆりえ（2月26日 - ）は、日本の女性声優、舞台女優、歌手。大阪府出身。以前はアル・シェアに所属していた。

## 経歴・人物
2015年4月総合学園ヒューマンアカデミー大阪校入学。2018年より、SHOWROOM配信番組「ちのえん」にアシスタントとしてレギュラー出演。2019年に『神楽坂七不思議』（著者：泉鏡花）の朗読を担当し、音声配信サービス「LisBo（リスボ）」で公開される。2020年には、ファーストDVDとなる『水玉タレントプロモーション むらかみゆりえ』が発売。2022年からはダンスボーカルユニット「スターシーズ」のメンバーとして活動。趣味はロードバイク、フットサル、漫画。